# Calthropella simplex
Calthropella simplex är en svampdjursart som beskrevs av William Johnson Sollas 1888. Calthropella simplex ingår i släktet Calthropella och familjen Calthropellidae. Utöver nominatformen finns också underarten C. s. durissima.